# 向南夫
向南夫，网名飞翔，（1952年—），是美国博讯新闻网的撰稿人，于2014年5月2日遭到警方逮捕并于次日被刑事拘留，罪名为“涉嫌寻衅滋事”。据中国大陆官方的说法，其在1975年至1978年间因扒窃罪被劳动教养3年，1982年至1987年因盗窃罪被判处有期徒刑5年。

## 与博讯新闻关系
向南夫曾因多次盗窃被判刑，由于不满家中拆迁补偿问题，2004年开始上访。为了制造国际影响，向南夫找关系联系到博讯发表了发泄不满的文章，由此结识了博讯负责人孟维参（网名“韦石”，中国大陆新闻报道中称为“韦某”）。随后，孟维参授意向南夫在博讯多发表一些访民上访的文章，并许诺给予其美金支付的高额稿费。在博讯的众多供稿人中，向南夫被视为“金牌记者”。

## 被捕
自2013年以来，向南夫共在博讯上发布文章1,000余篇，每月收取稿费数额不等。其所编写的《千余警察暴力拆迁，打死怀孕五月孕妇》、《光天化日之下南站截访人打伤访民邹后珍众访民相救》等文章在海内外广泛传播。这些文章后被证实多为虚假消息，向南夫通过虚构事实、歪曲捏造、篡改图片等手段，编造不实信息、恶意炒作中国国内负面新闻，已构成犯罪。
被捕后，向南夫在接受采访时称自己是“助纣为虐”，并称“希望这次政府能给我一次改过立功的机会，重新做人”。

## 博讯回应
在向南夫被抓后，博讯新闻网迅速做出回应，并称此事为“官媒造谣抹黑”，对向南夫被依法刑事拘留一事表示同情和持续的关注。

## 取保候审
2014年8月19日，北京市公安局发表声明：犯罪嫌疑人向南夫身体患有疾病、且认罪悔罪态度较好，故决定对向南夫采取取保候审。在接受警方审讯期间，向南夫承认自己大肆编造传播虚假不实信息并在境外网站发布，对于给相关当事人和国家形象造成的严重负面影响深表忏悔。  
2014年8月26日，向南夫通过推特和facebook开通个人帐户，并向网友发布公开声明称“悔罪之言都发自肺腑，接受采访也没有任何胁迫”。　　